# Gare de Törökbálint
La gare de Törökbálint (en hongrois : Törökbálint megállóhely) est une halte ferroviaire hongroise, située à Törökbálint.